# 鼯猴科
鼯猴科（學名：Cynocephalidae）為哺乳綱皮翼目的一科，也是皮翼目現存的唯一一科，僅包含兩个物種。

## 分類
本科現存2屬、2種，另有史前1屬2種。
- 鼯猴属 Cynocephalus 
  - 菲律賓鼯猴 Cynocephalus volans
- 斑鼯猴属 Galeopterus 
  - 巽他鼯猴 Galeopterus varigatus
- †皮翼兽属 Dermotherium 
  - †大皮翼兽 Dermotherium major 

  - †怪皮翼兽 Dermotherium chimaera